# Saku Koivu
Saku Koivu (Turku, Finlàndia 1974) és un jugador d'hoquei sobre gel finlandès professional, guanyador de quatre medalles olímpiques.

## Biografia
Va néixer el 23 de novembre de 1974 a la ciutat de Turku, població situada a la província de Finlàndia Occidental. És germà del també jugador d'hoquei i medallista olímpic Mikko Koivu.

## Carrera esportiva
Inicià la seva carrera al seu país però ben aviat es traslladà al Canadà per jugar en els Montreal Canadiens, i posteriorment als Estats Units per jugar en els Anaheim Ducks, club en el qual milita.
Amb 19 anys va participar en els Jocs Olímpics d'Hivern de 1994 realitzats a Lillehammer (Noruega), on aconseguí guanyar la medalla de bronze, metall que repetí en els Jocs Olímpics d'Hivern de 1998 realitzats a Nagano (Japó). No participà en els Jocs Olímpics d'Hivern de 2002 realitzats a Salt Lake City (Estats Units) i en els Jocs Olímpics d'Hivern de 2006 realitzats a Torí (Itàlia) aconseguí guanyar la medalla de plata, perdent la final olímpica davant de Suècia. En els Jocs Olímpics d'Hivern de 2010 realitzats a Vancouver (Canadà) aconseguí una nova medalla de bronze.
Al llarg de la seva carrera ha guanyat quatre medalles en el Campionat del Món d'hoquei gel masculí, destacant una medalla d'or aconseguida el 1995.